# Aushagerung
Aushagerung bezeichnet in der Bodenkunde die Verminderung des Nährstoffgehaltes von Böden, zum Beispiel durch die Ernte des Bewuchses einer Fläche ohne nachfolgende Düngung.
Die absichtlich herbeigeführte Aushagerung im Rahmen der Renaturierung einer überdüngten Fläche wird im Bereich des Umwelt- und Naturschutzes durch wiederholtes Mähen und Abfuhr des Schnittgutes erreicht, bis der Nährstoffgehalt des Bodens die natürliche, ursprüngliche Höhe erreicht hat. Dabei hat eine weitere Düngung (z. B. mit Stickstoffdünger) zu unterbleiben. Diese Maßnahmen erlauben die Rückkehr einer an den ursprünglichen Standort angepassten Artengesellschaft und werden etwa bei Feuchtwiesen- oder Trockenrasenstandorten angewandt.